# Лубяновские
Лубяновские (пол. Łubianowski) — дворянский род.
Род внесён в VI часть родословных книг Воронежской и Полтавской губерний.

## Происхождение и история рода
Происходит от польского выходца, протоирея Андрея Лубяньского, принявшего впоследствии имя Андрея Лаврентьевича Лубяновского, герба Годземба, поселившегося в Малороссии и бывшего гадячским полковым писарем (1721), женат на урождённой Карнеевой (родная сестра тайного советника Захара Яковлевича Карнеева). Их праправнук , Фёдор Петрович (1777—1869), был сенатором и получил диплом на потомственное дворянство (04 января 1846). Он написал «Заметки за границею. 1840—1843» (1845) и «Воспоминания. 1879—1834» (1872).
Дети:
- Лубяновский Пётр Фёдорович (1809—1874) — генерал-лейтенант.
- Лубяновский Николай Фёдорович (г/р 1817) — полковник.
- Лубяновская Анастасия Фёдоровна — вышла замуж (1858) за сардинского маркиза Монтеземоло (Cordero-Montezemolo).

## Описание герба
Щит рассечён. В правой, лазуревой части, золотое о трёх ветках, вырванное дерево дикой сливы. Во второй, серебряной части, три накрест положенных лазуревых копья, обременённые червлёным поясом с тремя золотыми о шести остриях шпорными колёсами.
Щит увенчан дворянскими шлемом и короной. Нашлемник: возникающий в серебряных латах рыцарь, держащий в правой руке золотое о трёх ветках вырванное дерево дикой сливы и упирающейся левою рукою на рукоять меча. Намёт на щите справа лазуревый с золотом, слева лазуревый с серебром. Герб рода Лубяновских внесён в Часть 11 Общего гербовника дворянских родов Всероссийской империи, стр. 44.